# Una notte per caso
Una notte per caso (Love Walked In) è un film del 1997 scritto e diretto da Juan José Campanella, con protagonisti Denis Leary e Terence Stamp.

## Trama
Jack è un pianista e scrittore stanco del mondo, che si esibisce in un locale chiamato Blue Cat. Sua moglie Vicki, è una cantante che di brani "pseudo-Gershwin" scritti da suo marito. La coppia è disperatamente povera dopo 10 anni di tournée in club scadenti.
Nel frattempo, Fred Moore, il proprietario del club, è affascinato dalla bellezza di Vicki. Moore è sposato con una donna ricca, conosciuta solo come la signora Moore, che ammette di aver sposato per i suoi soldi. Sebbene Fred sia un marito fedele, la gelosa signora Moore ha assunto Eddie, un investigatore privato che sembra essere un vecchio amico di Jack, per raccogliere prove dell'infedeltà di Fred. Non avendo trovato nulla, lo squallido detective implora Jack di aiutarlo facendo in modo che Vicki seduci Fred davanti a una telecamera nascosta. Insieme Jack, Vicky ed Eddie programmano di ricattare Moore.